# 中国民主同盟福建省委员会
中国民主同盟福建省委员会，简称民盟福建省委，是中国民主同盟在福建省的地方组织。

## 历史沿革
1945年春，民盟总部筹建民盟东南总支部，以推动广东、广西、福建、江西、浙江等省的民盟工作。1947年3月，成立中国民主同盟福建支部筹备委员会，林植夫为负责人。1949年9月，成立中国民主同盟福建省支部临时工作委员会。1954年2月，中国民主同盟福建省第一次代表大会在福州召开，选举产生中国民主同盟福建省第一届委员会，标志着中国民主同盟福建省委员会的正式成立。1966年6月文化大革命开始后，民盟省委会及各级民盟组织相继停止活动。1978年5月1日，中国民主同盟福建省委员会恢复活动。

## 组织机构
省委部门
- 办公室
- 组织部
- 宣传部
- 社会服务部
- 政策研究室
- 省直基层工作部

省属地方组织
- 中国民主同盟福州市委员会
- 中国民主同盟厦门市委员会
- 中国民主同盟漳州市委员会
- 中国民主同盟泉州市委员会
- 中国民主同盟三明市委员会
- 中国民主同盟莆田市委员会
- 中国民主同盟南平市委员会
- 中国民主同盟龙岩市委员会
- 中国民主同盟宁德市委员会

## 历届委员会

### 第一届
- 任期：1954年2月－1957年5月
- 主任委员：林植夫
- 秘书长：吴从征
- 常务委员：林植夫、吴从征、周问苍、赵家欣、严叔夏、廖博厚、黄绿萍、张壮飞、陈碧笙

### 第二届
- 任期：1957年5月－1958年11月
- 主任委员：林植夫
- 副主任委员：何公敢
- 秘书长：吴从征
- 常务委员：林植夫、何公敢、吴从征、周问苍、赵家欣、严叔夏、廖博厚、黄绿萍、张壮飞、陈碧笙、包望敏、陈阅明

### 第三届
- 任期：1958年11月－1962年2月
- 主任委员：林植夫
- 副主任委员：包望敏、吴从征
- 秘书长：吴从征
- 常务委员：林植夫、包望敏、吴从征、周问苍、张壮飞、黄绿萍、廖博厚、贾国藩、胡兆炘、黄卫世、曹大为

### 第四届
- 任期：1962年2月－1980年1月
- 主任委员：林植夫（1965年逝世）
- 副主任委员：包望敏、吴从征、王世锐
- 秘书长：吴从征
- 常务委员：林植夫、包望敏、吴从征、王世锐、周问苍、张壮飞、胡兆炘、黄绿萍、黄卫世、廖博厚、贾国藩、曹大为、顾学民、赵修复、何公敢

### 第五届
- 任期：1980年1月－1984年3月
- 主任委员：王世锐
- 副主任委员：包望敏、周问苍、张壮飞、章振乾、李来荣、傅家麟、赵修复、陈肖柏（1982年8月增选）、俞元桂（1982年8月增选）、吴修平（1982年8月增选）
- 秘书长：吴修平（1982年8月增选）

### 第六届
- 任期：1984年3月－1988年1月
- 主任委员：赵修复
- 副主任委员：章振乾、傅家麟、陈肖柏、俞元桂、吴修平、赵家欣、邹宁生、陈钟英、陈心铭（1986年1月增选）、梁庄（1986年1月增选）、蒋夷牧（1986年1月增选）
- 秘书长：梁庄（1986年1月增选）

### 第七届
- 任期：1988年1月－1992年8月
- 名誉主任委员：章振乾
- 主任委员：赵修复
- 副主任委员：邹宁生、余绪缨、陈心铭、陈肖柏、陈钟英、赵家欣、俞元桂、梁庄、蒋夷牧
- 秘书长：梁庄 → 吴大钟（1989年3月当选）

### 第八届
- 任期：1992年8月－1997年5月
- 名誉主任委员：章振乾
- 主任委员：赵修复
- 副主任委员：陈心铭、邹宁生、余绪缨、陈钟英、俞元桂、蒋夷牧、郭金琼、高翔、刘以籁（1996年3月增选）
- 秘书长：郑美彬（1994年12月增选）

### 第九届
- 任期：1997年5月－2002年4月
- 名誉主任委员：章振乾、赵修复
- 名誉副主任委员：邹宁生、余绪缨、陈钟英
- 主任委员：王耀华
- 副主任委员：蒋夷牧、郭金琼、高翔、刘以籁、郑兰荪、张启琛、黄维礼、徐一帆
- 秘书长：徐一帆

### 第十届
- 任期：2002年4月－2007年5月
- 主任委员：王耀华
- 副主任委员：

### 第十一届
- 任期：2007年5月－2012年7月
- 主任委员：郑兰荪
- 副主任委员：黄维礼、阮诗玮、高诚辉、陈榕、吴小南、李明蓉、林治良、蒋方斌
- 秘书长：陈榕

### 第十二届
- 任期：2012年7月－2017年6月
- 主任委员：郑兰荪
- 副主任委员：高诚辉、吴小南、李明蓉、林治良、蒋方斌、陈昌生、焦念志、刘泓、陈礼辉
- 秘书长：刘丹艳

### 第十三届
- 任期：2017年6月－2022年6月
- 主任委员：阮诗玮
- 副主任委员：陈昌生、焦念志、刘泓、陈礼辉、谢良地、赵爱红、洪南福、杨永平、姚立纲
- 秘书长：刘丹艳

### 第十四届
- 任期：2022年6月－
- 主任委员：阮诗玮[3]
- 副主任委员：刘泓、谢良地、赵爱红、洪南福、姚立纲、谢素原、林群慧、欧阳松应、周虹
- 秘书长：刘丹艳